# Ballads - The Love Song Collection
Albums de Boyzone
By Request
(1999) Key To My Life : Collection
(2006)
Ballads - The Love Song Collection est une compilation du groupe Irlandais Boyzone. Il contient des titres enregistré entre 1994 et 1999, il est sorti le 17 mars 2003 au Royaume-Uni. Il est à noter qu'il y a tout de même une nouvelle chanson, une reprise de "Your Song" d'Elton John. La version japonaise inclut également un nouvel enregistrement "Amazed". L'album a été certifié disque d'or au Royaume-Uni. Une autre chanson, "Should Be Missing You Now", est incluse dans la version américaine et dans la version britannique le clip vidéo pour "No Matter What".

## Liste des titres
1. Should Be Missing You Now - 4:41
2. No Matter What - 4:33
3. I Love The Way You Love Me - 3:47
4. Every Day I Love You - 3:30
5. Baby Can I Hold You - 3:13
6. Words - 4:01
7. Mystical Experience - 4:09
8. All That I Need - 3:39
9. Coming Home Now - 3:44
10. Father And Son - 2:47
11. Ben - 2:47
12. Love Me For A Reason - 3:38
13. Isn't It A Wonder - 3:44
14. Amazed - 3:39
15. Paradise - 3:32
16. You Needed Me - 3:28
17. Don't Stop Looking For Love - 4:19
18. Key To My Life - 3:48
19. And I - 4:02
20. Your Song - 4:00
21. No Matter What (Music Video) - 4:33

## Crédit
- Boyzone – Voix
- Mike Mangini – Guitare, producteur des disques
- James McNally – Accordéon, sifflet
- Ann Morfee – Violon
- Steve Morris – Violon
- Tessa Niles – Voix de fond
- Graeme Perkins – Organisateur
- Audrey Riley – Violoncelle
- Trevor Steel – Programmeur, producteur
- Miriam Stockley – Voix de fond
- Carl Sturken – Arrangeur, producteur
- Philip Todd – Saxophone
- Peter John Vettese – Clavier
- Warren Wiebe – Voix de fond
- Gavyn Wright – Directeur des cordes
- Nigel Wright – Clavier, producteur
- Guy Baker – Trompette
- Gillian Kent – Violon
- Michael Hart Thompson – Guitare
- Andy Caine – Voix de fond
- Clare Thompson – Violon
- John Matthews – Voix de fond
- Andy Earl – Photographie
- Alex Black – Assistant de l'ingénieur du son
- Tim Willis – Ingénieur assistant
- Ben Allen – Guitare
- John R. Angier – Clavier
- Emma Black – Violoncelle
- Deborah Widdup – Violon
- Nastee – Disc Jockey
- Anna Hemery – Violon
- Wayne Hector – Voix de fond
- Yvonne John Lewis – Voix de fond
- Absolute – Producteur
- Richard George – Violon
- Skoti-Alain Elliot – Basse, programmeur, ingénieur de piste
- Laura Melhuish – Violon
- Orla Quirke – Design
- Jim Steinman – Producteur, producteur exécutif
- Tracie Ackerman – Voix de fond
- Nick Cooper – Violoncelle
- Ian Curnow – Producteur
- Danny G. – Clavier
- Andy Duncan – Batterie
- Simon Franglen – Clavier, engineer, programmeur
- Scott Gordon – Ingénieur des voix
- Steve Lipson – Basse, producteur, mandoline